# Преди обед
„Преди обед“ е българско сутрешно магазинно-информационно предаване, което се излъчва всеки делник от 9:30 ч. по bTV.

## История
Предаването стартира на 19 септември 2011 г. по bTV. Водещ до 3 февруари 2012 г. е музикалната журналистка Елена Розберг, а от 6 февруари са Десислава Стоянова и Александър Кадиев, който на 21 юли 2023 г. обявява, че напуска „Преди обед“. На 25 август 2023 г. е обявен и новият водещ - актьорът Петър Дочев. На 25 юли 2024 г. Десислава Стоянова обявява, че напуска предаването, като на следващия ден води последното издание заедно с Александър Кадиев. На 2 септември 2024 г. в първото издание за новия сезон са обявени новите водещи – Франциска Йорданова - Папкала, Зейнеб Маджурова и Оля Малинова.

## Сезони
| Сезон | ТВ Канал | Водещи                                                                  | Период на излъчване                 |
| ----- | -------- | ----------------------------------------------------------------------- | ----------------------------------- |
| 1     | bTV      | Елена Розберг                                                           | 19 септември 2011 – 3 февруари 2012 |
| 1     | bTV      | Александър Кадиев Десислава Стоянова                                    | 6 февруари 2012 – 29 юни 2012       |
| 2     | bTV      | Александър Кадиев Десислава Стоянова                                    | 10 септември 2012 – 28 юни 2013     |
| 3     | bTV      | Александър Кадиев Десислава Стоянова                                    | 26 август 2013 – 30 юни 2014        |
| 4     | bTV      | Александър Кадиев Десислава Стоянова                                    | 1 септември 2014 – 17 юли 2015      |
| 5     | bTV      | Александър Кадиев Десислава Стоянова                                    | 31 август 2015 – 14 юли 2016        |
| 6     | bTV      | Александър Кадиев Десислава Стоянова                                    | 5 септември 2016 – 21 юли 2017      |
| 7     | bTV      | Александър Кадиев Десислава Стоянова                                    | 4 септември 2017 – 20 юли 2018      |
| 8     | bTV      | Александър Кадиев Десислава Стоянова                                    | 3 септември 2018 – 19 юли 2019      |
| 9     | bTV      | Александър Кадиев Десислава Стоянова                                    | 2 септември 2019 – 17 юли 2020      |
| 10    | bTV      | Александър Кадиев Десислава Стоянова                                    | 7 септември 2020 – 16 юли 2021      |
| 11    | bTV      | Александър Кадиев Десислава Стоянова                                    | 6 септември 2021 – 22 юли 2022      |
| 12    | bTV      | Александър Кадиев Десислава Стоянова                                    | 5 септември 2022 – 20 юли 2023      |
| 13    | bTV      | Петър Дочев Десислава Стоянова                                          | 4 септември 2023 – 26 юли 2024      |
| 14    | bTV      | Петър Дочев Зейнеб Маджурова Оля Малинова Франциска Йорданова – Папкала | 2 септември 2024 – 18 юли 2025      |
| 15    | bTV      |                                                                         | септември 2025 — юли 2026           |